# 松尾八幡平地熱発電所

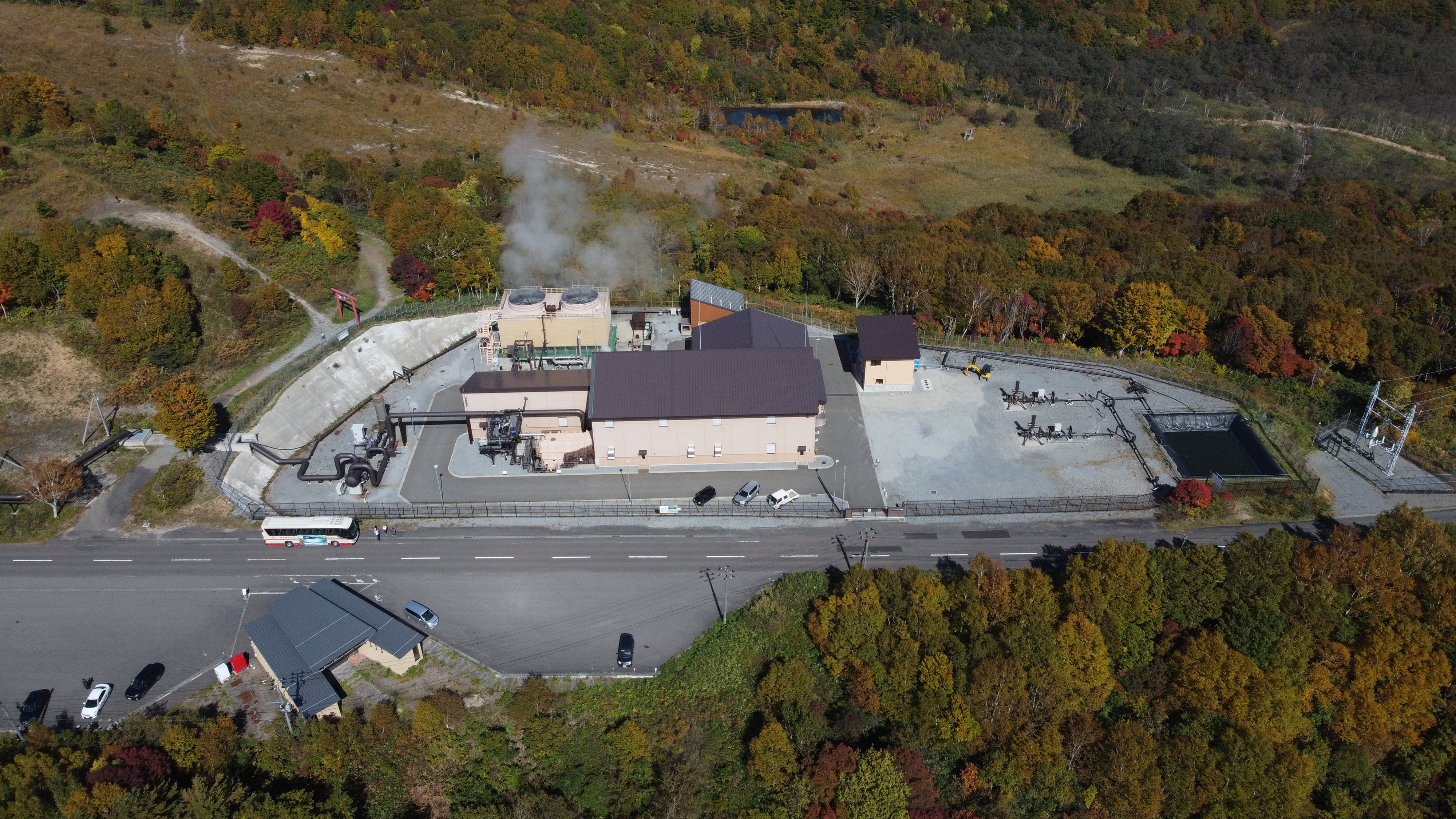
発電所空撮

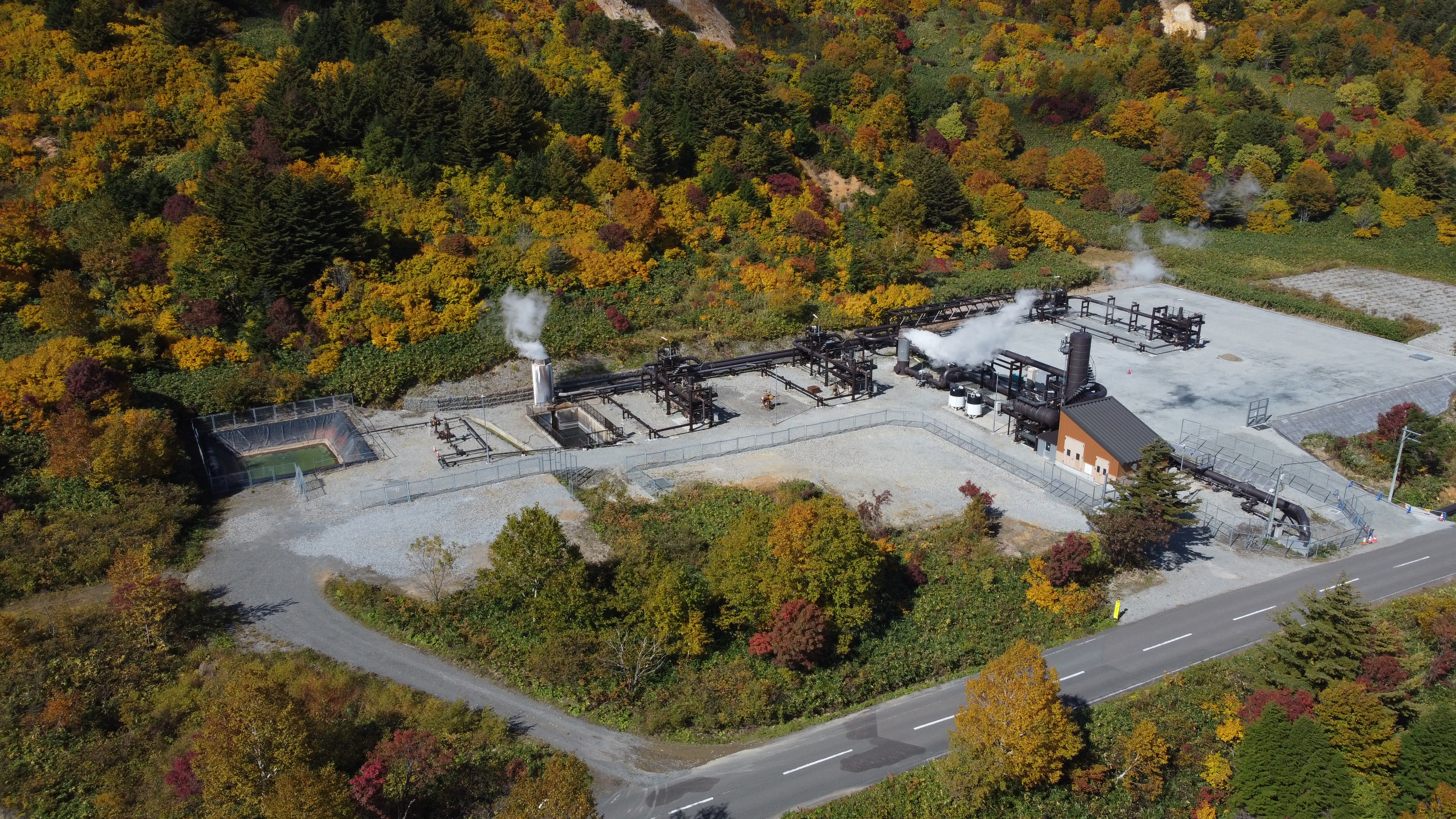
蒸気・熱水生産基地

松尾八幡平地熱発電所（まつおはちまんたいちねつはつでんしょ）は、岩手県八幡平市にある岩手地熱株式会社が管理運営する地熱発電所。

## 解説
八幡平の東麓に位置する地熱発電所で、2019年1月に本格運転を開始した。定格出力は7,499キロワット (kW) であり、国内で7,000 kWを超える規模の地熱発電所としては22年ぶりの稼働となった。2本の生産井を通じて取り出した地熱を用いて発電を行い、タービンを回した後の排熱水は岩手県八幡平市に提供する。
発電所を運営する岩手地熱は日本重化学工業、地熱エンジニアリング、JFEエンジニアリング、三井石油開発、石油天然ガス・金属鉱物資源機構による出資で設立。発電した電力は固定価格買い取り制度を活用し東北電力に売却するほか、特定卸供給先であるアーバンエナジー株式会社に売却している。